# Великая Русь
Вели́кая Русь, Вели́кая Росси́я или Великоро́ссия (греч. μεγάλη Ῥωσία, лат. Russia/Ruthenia magna/maior, фр. la Grande Russie, нем. Großrussland) — политико-географический термин, обозначающий прежде всего историческую территорию Руси (России) — Северо-Восточную Русь и вознкишее в ней впоследствии централизованное Русское государство. После присоединения к нему Малой и Белой Руси, Великой Русью (Великороссией) продолжали называть земли, компактно населённые великороссами — современными русскими, за исключением Новороссии.
Территориальное и географическое содержание термина изначально не было точно определено. Впервые сочетание «Великая Русь» упоминается в XII веке, но тогда прилагательное «Великий» относилось ко всей Руси и было лишь эпитетом, отражающим размеры и величие страны. Географическое значение оно приобрело позже, в период феодальной раздробленности и монголо-татарского нашествия, когда с разделением Киевской митрополии в XIV веке возникло церковное понятие «Малая Русь», изначально включавшее в себя 6 епархий Галицко-Волынского княжества и 1 епархию, входящую в сферу влияния Литвы в 1339—1351 годах. Великой Русью стали называть оставшиеся 12 епархий, включая и Киев. С конца XVI века термин «Малая Русь» обозначает уже всю Юго-Западную Русь, прежде всего области вокруг Киева. В XV—XVII веках «Великая Русь» перемежается также с «Белой Русью» — оба этих понятия обозначают Московскую Русь. С середины XVII века представление о России, состоящей из Великой, Малой и Белой Руси, окончательно закрепляется в русском языке, что находит отражение не только в государевом титуле, но и в официальной концепции триединого русского народа.
На триколоре эту территорию обозначал красный цвет.

## Территория
Территориально Великороссия не имеет точных границ, но примерно соответствует территории России во время правления Ивана IV (до присоединения царств Казанского, Астраханского и Сибирского). Или примерно соответствует современным Центральному и Северо-Западному (без Калининградской области) федеральным округам с добавлением Нижегородской области и западных районов Мордовии и Пензенской области.
К началу XX века сложилась окончательная историко-политическая концепция Великороссии, в состав которой включались губернии, центрами которых являлись следующие города: Москва, Владимир, Кострома, Ярославль, Нижний Новгород, Тверь, Смоленск, Калуга, Тула, Рязань, Великий Новгород, Псков, Вологда, Архангельск, Петрозаводск, Санкт-Петербург, Воронеж, Орёл, Курск, Тамбов.
В состав Великороссии изначально также входили и территории некоторых областей современной Украины: южная часть Сумской области от города Путивля включительно, в период с 1503 по 1618 год — северная часть Сумской и восточная часть Черниговской области (включая сам Чернигов), однако после Смуты, Черниговщина была отдана согласно Деулинскому перемирию Речи Посполитой и стала Черниговским воеводством (позднее часть Гетманщины). Все эти земли, начиная с 1503 года, входили в состав Российского государства. Это отразилось также в том, что приказ, заведующий делами Слободских полков, назывался Великороссийским приказом.

## Возникновение термина
Слово «Великая Россия» (ή Μεγάλη Ρωσία) впервые появляется официально в перечне митрополий, находившихся под юрисдикцией Константинопольского патриарха составленном в конце XII века при императоре Исааке II Ангеле. Феодальная раздробленность, постоянные набеги татар и общая политическая нестабильность вынудили в 1300 году Киевского митрополита Максима покинуть свою резиденцию в Киеве и переехать в Великий Владимир-на-Клязьме. Таким образом Киев, занимавший раньше географически серединное, нейтральное положение, перестал быть религиозным центром Руси. Галицкие князья стали добиваться создания своей отдельной метрополии, и в 1305 году была создана Галицкая метрополия, самостоятельная от Киевской. Однако почти сразу стихийно её стали называть Малой Русью, так как состояла она из 6 галицко-волынских епархий. Остальные 12 епархий, включая Киевскую и Черниговскую, оставались в подчинении у Киевского митрополита, имевшего резиденцию во Владимире, а с 1325 года — в Москве. Такое разделение церковных епархий продолжалось на протяжении всего XIV века. С течением времени термин «Малая Русь» обретает политический смысл и закрепляется за территорией Галицкого княжества. Галицкий князь Юрий II в грамоте 1335 г. называет себя «князь всей Малой Руси» (лат. Nos Georgius dei gracia natus dux totius Russiae Minoris).
В 1317 году великий князь Гедимин добился уменьшения митрополии Великой России. По его требованию при патриархе Иоанне Глике (1315—1320) была создана православная митрополия Литвы со столицей в литовском Новгородке — Малом Новгороде. В греческой записи по этому поводу говорится, что Литва была раньше «епархией Великой России; столицей её был Малый Новгород».
В 1347 в связи с захватом власти Иоанном Кантакузином, церковный собор в Константинополе признал, что разделение русской митрополии было незаконно, и постановил, чтобы «епископы Малой Руси снова подчинились киевской митрополии», и чтобы «по всей Руси, Малой и Великой, была единая митрополия».
В 1370 польский король Казимир просит Константинопольского патриарха восстановить ему отдельную митрополию над подчинённой ему частью Руси. Судя по документам под Малой тогда ещё понималась только Галицкая Русь (то есть земли, принадлежащие Польше), но не Киев.
В 1371 году князь Ольгерд, жалуясь на враждебность митрополита Алексея, просит у патриарха дать ему особого митрополита «на Киев, Смоленск, Малую Русь, Новосиль и Нижний Новгород».
В 1375 патриарх Филофей согласился послать для «Литвы и Малой Руси» нового митрополита Киприана, но последний пожелал стать митрополитом и Великой Руси. После смерти митрополита Алексея в 1378 г. и смерти московского кандидата Митяя в 1379 г., патриарх Нил в 1380 г. согласился на избрание нового московского ставленника — Пимена в «митрополиты Великой Руси и Киева, так как невозможно быть архиереем Великой Руси, не получив сначала наименование по Киеву, который есть „соборная церковь и митрополия всея Руси“». Киприан же лишь должен оставаться митрополитом Малой Руси и Литвы. Таким образом в 1380 году произошло разделение Русской митрополии на две — «Великой и Малой Руси».
В 1388 году после смерти Пимена константинопольский Синод утверждает одного митрополита Киевского Киприана, а русская митрополия становиться вновь ненадолго единой. Поэтому названия «Великая и Малая Русь» исчезают из церковных актов. В 1405 году Киприану подчинилась и не имевшая митрополита Галицкая митрополия.
Однако литовский князь Витовт, не согласный с назначением митрополита Фотия (преемника Киприана), в 1415 году самовольно назначает своего «митрополита Киевского и всея державы Литовския» Григория Цамблака. Однако после смерти Григория в 1420 русская митрополия в очередной раз воссоединяется.
Церковное единство не продлилось долго, и с 1458 года единая русская митрополия окончательно разделятся надвое. Западные митрополиты называют себя «Литовскими и всея Руси» или «Киевскими и всея Руси», а восточные — «Московскими и всея Руси». Хотя в итоге и создались две параллельные иерархии, деление на «Великую и Малую Русь» больше не вспоминается в церковных кругах до самого конца XVI века.
После этого разделения с конца XV до конца XVI веков понятие «Малой Руси» исчезает, а термин «Великая Русь» обретает политико-географический, а не церковный смысл. При этом параллельно с «Великой» Северо-Восточную Русь называют и «Белой». Юго-западную Русь (Украину) называют Червонной (Красной), а западную (современную Белоруссию) — Чёрной Русью.

### Великая Русь и Белая Русь
В XV—XVII веках наиболее часто земли Северо-Восточной Руси называют не иначе как Белая Русь, а Москву — столицей Белой Руси. Особенно такое обозначение было популярно у западных авторов, которые в своих работах разделяли Русь на западную, подчинённую Польше и Литве, и восточную, подвластную московскому князю.
Однако «Великая Русь» продолжает использоваться, таким образом становится синонимом Белой, при этом «великая» в славянских языках, как и лат. «magna», могло обозначать — большая.

### Великая Русь в иностранных источниках
Хотя понятие Великой Руси исчезло из церковных кругов, всё же иностранцы продолжают именовать Россию «Великой Русью».
Английский философ Роджер Бэкон в своём труде «Opus Majus» («Большое сочинение»), написанном в 1267 году, отмечал: «С севера этой провинции находится Великая Русия (Russia Magna), которая от Польши одной своей стороной простирается до Танаиса, но большей частью своей граничит на западе с Левковией (Leucovia)… с обеих сторон Восточного (прим. Балтийского) моря находится Великая Русия (Russia Magna)».
Магистр Ливонского ордена в 1413 году сообщает великому магистру Пруссии, что Витовт сговорился против них с Псковом, Новгородом и с Великой Русью (нем. mit den grossen Reussen). Передавая это же сообщение чешскому королю, великий магистр пишет, что Витовт заключил союз с Псковом, Великим Новгородом и со всем языком русским (нем. der ganzen Russche Zunge) и что придётся воевать с Белой Русью (нем. mit den Weissen Russen). Следовательно, то, что ливонский магистр называет Великой Русью, для магистра Пруссии это Белая Русь. Обе они обозначают одно и то же, то есть северную Русь.
Французский путешественник Жильберт де Ланнуа, побывавший в Великом Новгороде в 1413 году, называет область Пскова и Великого Новгорода Великой Русью: «И русские Великой Руси не имеют других господ, кроме этих, [выбираемых] в свой черёд по воле общины».
На карте Андрея Бианки 1436 года над территорией северо-восточной Руси стоит надпись лат. Imperio Rosie Magna.
В сохранившемся послании кардинала Виссариона к приорам города Сиена от 10 мая 1472 года, великий князь Иван III именуется государем «Великой России». В Римском дневнике («Diarium Romanum») Жака Волатеррана под 1472 годом Иван III упоминается как князь «Белой России».
Хотя поляки старались называть Северо-Восточную Русь Московией, тем не менее польский историк Ян Длугош в 1480 году указывает, что река Березина вытекает из болот Великой России около города Полоцка (лат. ex paludibus et desertis Russiae Maioris proper oppidum Poloczko).
В 1632 году Н. Фишер-Пискатор издал карту под названием лат. Moscoviae seu Russia Magnae generalis tabula.
Картограф Пьер Дюваль в 1677 году озаглавил свою карту всеми тремя названиями, имеющими тогда хождение: «Московия, иначе называема Великая или Белая Русь» (фр. Moscovie dite autrement Grande et Blanche Russie).

### Великая Русь на восточнославянской территории
Сами же жители Московской Руси название Великой использовали редко и продолжали называть свою страну просто «Русью», «Русскою землёй» или «Русиею». Однако постепенно термин стал проникать в московские источники.
«Повесть о Флорентийском соборе», составленной около 1440 г., влагает в уста византийского императора просьбу подождать русское посольство со словами «яко восточнии земли суть Рустии и большее православие и вышьшее христианство Белой Руси, в них же есть государь великий, брат мой Василий Васильевич». О прибытии послов повесть сообщает «…а людей было много, сто с митрополитом Исидором, более всех, занеже славная бе земля та и фрязове зовут её Великая Русь». Всё же русские церковные авторы XV века использовали великий чаще как эпитет, иногда смешивая понятия «вся Русь» и «Великая Русь».
Постепенно термин стал приобретать географический смысл. Так, монах Илья переписывая одну книгу, сообщает о времени и месте написании: в 1539 году в царствование Ивана IV, «самодержца всея Великия Росии… в Великом Новгороде Великия Росия», другую — в том же году «в славном городе Пскове Великая Русия».
В послесловии к «Апостолу» (1564) упоминается «Великая Россия». Напечатав Острожскую библию в 1580 году, Иван Фёдоров сообщает, что он родом из Москвы, из Великой России (греч. ἐκ τῆς Μεγάλης Ῥωσίας).
Князь Курбский в своём сочинении «Истории великого князя Московского» (написана в Волыни в 1578 г.) говорит, что «Во всей Великой Руси… по всей Святорусской земле таков пожар лютой возгорелся», подразумевая под Великой именно Московскую Русь.
В чине венчания царя Фёдора в 1584 году официально появляется «Великая Росия». Указано, что Иван Васильевич был «государь и самодержец всея Великия Росия» и что прежние великие князья передавали своим сыновьям «царство и великое княжьство Великия Росия».
Как уже отмечалось, с начала XV до конца XVI веков термин «Малая Россия» не появляется. Однако с усилением связей России и Украины в украинских источниках появляется всё чаще сначала название Малая Русь (которое встречается регулярно по отношению к территории тогдашней Украины), а позже и Великая Русь.
В 1627 Памва Берында в своём «Лексиконе» восхваляет «широкий и великославный язык славенский в Великой и Малой России, в Сербии и Болгарии». В послесловии к «Триоди постной» пишет, что она издана «для Великороссов, Болгаров, Сербов и прочих подобных нам (то есть малороссов) в православии». Памво Берында является тут так же первым, кто использует неологизм «Великороссы».
В 1644 игумен Киевско-Михайловского монастыря Нафанаил сообщает о путешествии патриарха Иеремии, который в 1620 году из Киева «пустился на Великую Россию до Москвы».
Постепенно названия Малая и Великая Россия из Киева проникают в Москву. С присоединением Украины царь Алексей Михайлович решил важным отметить это событие в своём титуле. Вместо старого «государя и самодержца всея Руси», он вводит с марта 1654 новый более точный титул «Всея Великия и Малая Росии», изменив при этом старое московское «Русия» на новое славяно-греческое «Росия» (которое, тем не менее, периодически встречалось с XV века).
Наконец «Синопсис» Иннокентия Гизеля, напечатанный в Киеве в 1674 году, окончательно утверждает понятия о едином народе Российском и о частях его государства — Великой и Малой России.

### Великороссия и великороссы в Российской империи
В XVIII веке Великороссия практически перестаёт использоваться в русском языке. Несмотря на то, что Украину называют Малороссией, сами центральные области называют просто Россией. При этом территорию Сибири, Дона и Кавказа часто не считают частью Великороссии, выехать за пределы центральных губерний означало покинуть её пределы.
С XIX века Великороссия обретает уже новый смысл. Это прежде всего этнографическое и лингвистическое понятие. Великороссия — территория с центром в Москве, на которой, возник и развился (велико-)русский народ и русский язык. Возникает теория о делении русского народа на три ветви: великороссов, малороссов и белорусов. Эта теория отражается во всех этнографических работах XIX века, где современных русских называют великороссами (новообразование от изначально географического понятия), а разговорный диалектный язык великорусским языком (наречием). Даль называет свой главный труд словарём «Великорускаго языка»,
Соболевский свой
сборник — «Великорусские народные песни» и другие примеры. В переписи 1897 года великорусское наречие является одним из трёх наречий «русского» (восточнославянского) языка.

### Великороссия в новейшее время
С установлением советской власти возникает курс на искоренение царского наследия. В 1920-х годах происходит массовая коренизация в национальных республиках (УССР и БССР). Теория царских времён о триединстве русского народа признаётся реакционной. В 1923 г. на XII съезде РКП(б) официально вводится в оборот термин «великорусский шовинизм» (хотя он встречается ещё в работах Ленина), который впоследствии активно применяется в коммунистических трудах. Термин "Великороссия" и "великороссы" клеймится и объявляется проявлением великодержавного шовинизма. С этого времени понятие «русские» закрепляется только за бывшими "великороссами". Подобная идеологическая направленность отразилась в научных работах советского времени. Например, Ушаков в своём словаре 1935 года комментирует возникновение слова «великороссы» не иначе как «Название возникло в Московском государстве на почве великодержавной идеологии, объявлявшей русскую народность „великой“ в сравнении с украинской и белорусской».

## Дихотомия«великий и малый»

### Великий — эпитет
Обозначение Руси как великой встречается ещё задолго до разделения епархий в XIV веке. Однако оно носило прежде вовсе не географическое значение, а было украшающим эпитетом. Константин Багрянородный иногда называет Русь «Великой», указывая на величие всей страны. В сказании о Борисе и Глебе можно увидеть подобное «с Русьске стороне велиции», то есть великой русской страны.
Во французском рыцарским эпосе конца XII века при описании величия и богатства Руси встречаются эпитеты фр. Roussie la large (широкая) и фр. Roussie la grant (великая).
Краковский епископ Матвей в своём письме середины XII века говорил: «Руссия (Ruthenia) велика как бы другой мир земной, а народ русский (лат. gens Ruthenica) по несчётному количеству подобен звёздам».
В шведском эпосе XIII века «Heimskrigla» шведы называют Русь «Великой Швецией», так как они считали русскую землю прародиной своих предков, азов, и Русь им казалась широкой и обширной по сравнению со Швецией.
Марко Поло называет её в 1252 году «величайшею и разделенною на многие части».

### Великий — северный, малый — южный
Одновременно употреблении как эпитета, дихотомия «великий-малый» могло иметь в древности и географические значение. «Великий» входило в синонимический ряд: верхний, высокий, великий, северный, соответственно малым или нижним обозначали юг. В немецком трактате делит Русь на Нижнюю (южную) Россию с городами Луцк, Житомир и Киев, и Верхнюю (северную) с городами Рязань, Москва и Великий Новгород. Так же и все северные города обозначали великими, т.е северными. Северный Великий Новгород и южные Нижний Новгород, Новгород-Северский и Малый Новгород (Новогрудок), Великий Ростов на севере и южный Ростовец, Великий Владимир-на-Клязме и Владимир Галицкий на юге.
Таким же образом можно усмотреть подобное географическое деление в «Малых» Польше, Угрии, Булгарии на юге и их «Великих» соответствиях на севере.

### Деление других стран на «великие и малые»
Со времён Юстиниана известны Maior (великая) и Minor (малая) Armenia, причём Великой называли главную, основную, а Малой — её колонии у Средиземного моря. Это деление Армении известно в русских летописях.
У историков XII—XIV веков встречается деление «Великая и Малая Валахии»: Великой называют Фессалию, особенно горную её часть, а Малой — страну на западе от Пинда, в Этолии и Акрании. С XV Великой называют Валашское воеводство, а Малой — Молдавское. Турки дают этим странам соответственно названия «Белая и Чёрная Валахия» (Ак-Ифлак и Кара-Ифлак), что вполне соотносится с «белый — великий» и «чёрный — малый» . Сравните например Великую (Белую) Русь и Малую (Чёрную) Русь. Таким же образом московский князь сам себя и его подданные часто называли Белым князем, а восточные народы называли его Ак-падишах (белый падишах).
В связи с активными путешествиями европейцев с XII века эпитеты «великий» и «малый» применяют к большому числу стран.
Венгерские миссионеры XIII века путешествует через Русь в поисках Великой Венгрии, то есть северной Югры, которую они считают своей прародиной. Путешественник-проповедник Юлиан рассказывает о «Великой Угрии, из которой происходят наши венгры». Венгерский король Бела IV повествует на латинском языке, что татары опустошили «Великую Венгрию, Булгарию, Куманию, Россию (Rossia), Польшу и Моравию» .
Плано Карпини повествует о нападении татар на Великую Угрию и Великую Булгарию. Так же он делит Индию на Великую, на востоке, и на Малую, в Африке (то есть Эфиопию) .
Путешественник Рубрук знает Великую Венгрию, отождествляя её с Башкирией, а также мусульманскую Великую Булгарию на Волге, и христианскую Малую Булгарию в Европе.
Французский писатель XIII века Бартели Англичанин делит «Славию» на Великую — Далмацию, Сербию, Каринтию и другие, и на Малую — Богемию у границ Пруссии и Саксонии
Крестоносцы также знают в Пруссии топонимы Великая и Малая Бартия (область расселения племени бартов).
Ещё у Страбона встречается Малая Скифия в дельте Дуная. В Средневековье же появляется Великая Скифия, которая в русских летописях носит форму «Великая Скуфь». Под Великой Скифией тогда подразумевали и Русь, и вообще всю Северную Азию.
На картах и в документах XIII—XVII веков наподобие Великой и Малой Скифии появляются главная, основная, Великая Татария на востоке (которой обозначали так же всю Северную Азию), и новая, Малая Татария в северном Причерноморье.
В XIII веке в связи с удельной раздробленностью появляется необходимость каким-то образом обозначать части Польши.
Для обозначения большей её части используется термин «Вся Польша» (лат. Tuta Polonia) либо просто Польша (лат. Polonia). Часто князья северо-западной Польши принимают титул «князя Польши» (лат. dux Poloniae), хотя позднее их титул звучит как «князь Великой Польши» (лат. dux Maioris Poloniae).
Как антитеза Великой Польши появляется и Малая (лат. Polonia minor), которая обозначала Краковскую землю. Причём Малой здесь называется территория нового заселения, а Великая — изначального проживания. Это историческое деление Польши на Малую и Великую (лат. Polonia maior) сохранилось до наших дней.
Готфрид из Витербо в своём сочинении «Specilum Regum» (1183) называет территорию современной Франции вокруг Парижа, подчинённую франкским королям, «Малой Франкией» (лат. Francia parva), а территорию современной западной Германии в долине Рейна, откуда и вышло племя франков «Истинной Франкией» (лат. vera Francia).
Таким образом из этого множества примеров можно подытожить, что подобное деление было вполне распространено в Средневековье, что естественно и дало стимул к обозначению двух разделённых частей некогда единой Руси на Великую и Малую.

### Великая Русь — колонии
Трактовка Малой Руси как «метрополии», а Большой — как «колонии» подвергалась критике. Согласно А. В. Соловьёву:
- Во-первых, в греческом языке слова μεγαλή[37] и μίκρη[38] не имеют подобного или даже схожего значения.
- Во-вторых, авторы, у которых упоминается Великая Греция, сами расшифровывают этимологию: Плиний, Страбон указывают, что термин «Великая Греция связан с богатством и блеском этих колоний и выбран ими из самодовольства в сравнении с более бедной родиной».
- В-третьих, в самих античных источниках была лишь Великая Греция греч. μεγάλη Ελλάς, лат. Graecia magna, major оно встречается у Плиния, Тита Ливия, Птоломея и Страбона, но никогда не встречается соответствующего понятия Малой Греции. Следовательно, «Великая» здесь украшающий эпитет, и он стоит особняком, так как нет антитетического ему понятия.
- В-четвёртых, «Великой» в древности обозначали наоборот скорое прародину, а «Малой» — территорию нового заселения (см. выше примеры Венгрии, Армении, Скифии, Тартарии, Польши).
- В-пятых, впервые разделяя Русь на Малую и Большую, константинопольские патриархи указывали лишь на соотношение размеров церковных территорий.

Прямо противоположного мнения придерживался О. Н. Трубачёв, приводивший в пример пары, где «Великая» однозначно обозначало область позднейшего расселения:
- Греция (Балканы) — Великая Греция (Апеннинский полуостров);
- Моравия (в пределах Чехии) — Великая Моравия (земли Паннонии и части Иллирика);
- Бретань (на материке, часть Франции) — Великобритания (на острове)[39].

В соответствии с трактовкой О. Н. Трубачёва, Бретань должна была бы выполнять по отношению к Великобритании роль метрополии, в то время как Бретань (Малая Британия) была колонизирована бриттами, выходцами из метрополии — Великобритании.

## Иллюстрации
|  |  |  |  |
|  |  |  |  |
|  |  |  |  |